# Toro Rosso STR10
Der Toro Rosso STR10 ist der zehnte Formel-1-Rennwagen der Scuderia Toro Rosso. Er wird in der Formel-1-Weltmeisterschaft 2015 eingesetzt. Am 31. Januar 2015 wurde er auf dem Circuito de Jerez der Öffentlichkeit vorgestellt.

## Technik und Entwicklung
Der STR10 ist das Nachfolgemodell des STR9. Obwohl es sich um eine Weiterentwicklung handelt, unterscheidet sich das Fahrzeug aufgrund von Regeländerungen für die Formel-1-Saison 2015 optisch vom Vorgängermodell, da die Bestimmungen im Bereich der Fahrzeugnase deutlich verändert wurden. Diese ragte weit nach vorne über den Frontflügel hinaus, ähnlich wie beim Ferrari SF15-T und beim McLaren MP4-30.
Bereits die letzte Testwoche vor der Saison bestritt Toro Rosso mit einem komplett überarbeiteten Fahrzeug. Die auffälligste Veränderung war eine sehr viel kürzere Fahrzeugnase, aber auch in den Bereichen Kühlung, Radaufhängung und Unterboden wurden deutliche Änderungen vorgenommen. Auch die Kamera-Befestigungen an der Front wurde geändert, statt auf der Nase befindet sich diese nun seitlich.
Angetrieben wird der STR10 vom Renault Energy F1 2015, einem 1,6-Liter-V6-Motor mit einem Turbolader.

## Lackierung und Sponsoring
Der Toro Rosso STR10 ist in dunkelblauer Grundfarbe lackiert und besitzt eine goldene Fahrzeugnase. Bedingt durch die Sponsorenlogos von Cepsa und Red Bull besitzt der Wagen rote Farbakzente. Cepsa wirbt auf dem Heckflügel, Red Bull auf der Motorabdeckung und den Seitenkästen. Weitere Großsponsoren sind NOVA Chemicals und Sapinda Holding.

## Fahrer
Toro Rosso trat in der Saison 2015 mit einem neuen Fahrerduo an, Carlos Sainz junior und Max Verstappen gaben ihr Debüt in der Formel 1.

## Ergebnisse
| Fahrer                          | Nr.                             | 1   | 2 | 3   | 4   | 5  | 6   | 7  | 8   | 9   | 10  | 11  | 12 | 13 | 14 | 15  | 16 | 17 | 18  | 19 | Punkte | Rang |
| ------------------------------- | ------------------------------- | --- | - | --- | --- | -- | --- | -- | --- | --- | --- | --- | -- | -- | -- | --- | -- | -- | --- | -- | ------ | ---- |
| Formel-1-Weltmeisterschaft 2015 | Formel-1-Weltmeisterschaft 2015 |     |   |     |     |    |     |    |     |     |     |     |    |    |    |     |    |    |     |    | 67     | 7.   |
| M. Verstappen                   | 33                              | DNF | 7 | 17* | DNF | 11 | DNF | 15 | 8   | DNF | 4   | 8   | 12 | 8  | 9  | 10  | 4  | 9  | 9   | 16 | 67     | 7.   |
| C. Sainz                        | 55                              | 9   | 8 | 13  | DNF | 9  | 10  | 12 | DNF | DNF | DNF | DNF | 11 | 9  | 10 | DNF | 7  | 13 | DNF | 11 | 67     | 7.   |

| Legende  | Legende            | Legende                                                          |
| Farbe    | Abkürzung          | Bedeutung                                                        |
| -------- | ------------------ | ---------------------------------------------------------------- |
| Gold     | –                  | Sieg                                                             |
| Silber   | –                  | 2. Platz                                                         |
| Bronze   | –                  | 3. Platz                                                         |
| Grün     | –                  | Platzierung in den Punkten                                       |
| Blau     | –                  | Klassifiziert außerhalb der Punkteränge                          |
| Violett  | DNF                | Rennen nicht beendet (did not finish)                            |
| Violett  | NC                 | nicht klassifiziert (not classified)                             |
| Rot      | DNQ                | nicht qualifiziert (did not qualify)                             |
| Rot      | DNPQ               | in Vorqualifikation gescheitert (did not pre-qualify)            |
| Schwarz  | DSQ                | disqualifiziert (disqualified)                                   |
| Weiß     | DNS                | nicht am Start (did not start)                                   |
| Weiß     | WD                 | zurückgezogen (withdrawn)                                        |
| Hellblau | PO                 | nur am Training teilgenommen (practiced only)                    |
| Hellblau | TD                 | Freitags-Testfahrer (test driver)                                |
| ohne     | DNP                | nicht am Training teilgenommen (did not practice)                |
| ohne     | INJ                | verletzt oder krank (injured)                                    |
| ohne     | EX                 | ausgeschlossen (excluded)                                        |
| ohne     | DNA                | nicht erschienen (did not arrive)                                |
| ohne     | C                  | Rennen abgesagt (cancelled)                                      |
| ohne     | keine WM-Teilnahme |                                                                  |
| sonstige | P/fett             | Pole-Position                                                    |
| sonstige | 1/2/3/4/5/6/7/8    | Punktplatzierung im Sprint-/Qualifikationsrennen                 |
| sonstige | SR/kursiv          | Schnellste Rennrunde                                             |
| sonstige | *                  | nicht im Ziel, aufgrund der zurückgelegten Distanz aber gewertet |
| sonstige | ()                 | Streichresultate                                                 |
| sonstige | unterstrichen      | Führender in der Gesamtwertung                                   |